# 143P/Kowal-Mrkos
La comète Kowal-Mrkos, officiellement 143P/Kowal-Mrkos, est une comète périodique du système solaire, découverte le 23 avril 1984 par Charles T. Kowal et Antonín Mrkos.